# Belasting (constructieleer)
Een belasting in de constructieleer is een kracht, spanning of moment die inwerkt op (een bepaald deel van) een object, constructie-element of een gehele constructie. Met de totale belasting wordt het geheel van alle afzonderlijke belastingen bedoeld.  
In de constructieleer en de sterkteleer wordt vanuit de diverse belastingen een ontwerpbelasting berekend. Deze ontwerpbelasting is samengesteld uit de afzonderlijke belastingen die gecombineerd worden door gebruik te maken van verschillende belastingsfactoren, zoals veiligheidsfactoren en samenstellingsfactoren. De belastingsfactoren zijn vastgelegd in Europese norm EN 1991 (Eurocode 1). De ontwerpbelasting is de maximale belasting die een constructie kan opnemen zonder te bezwijken.
Onder invloed van belastingen zullen in een constructie inwendige spanningen en vervormingen optreden. Een ingenieur zal een constructie altijd zodanig trachten te ontwerpen, dat de werkelijk optredende belasting steeds lager blijft dan de ontwerpbelasting. Indien de werkelijk optredende belasting groter wordt dan de ontwerpbelasting, zal de constructie falen of bezwijken. 

## Statische en dynamische belasting
Er kan onderscheid gemaakt worden tussen twee typen belasting; statische belasting en dynamische belasting. Bij een statische belasting wordt verondersteld dat de belasting geleidelijk inwerkt op een structuur, zodat in alle onderdelen van de constructie de vervormingen en de spanningen gelijktijdig optreden. Er ontstaan geen noemenswaardige versnellingen in de constructie. Bij dynamische belastingen, die aangebracht worden met een zekere kinetische energie, is dit niet meer het geval. De spanningen kunnen plaatselijk hoog oplopen en een veelvoud bereiken van de spanningen bij statische lasten. 

## (Niet-)permanente belasting
Er vallen daarnaast qua tijdsduur nog twee type belastingen te onderscheiden: de permanente belasting en de veranderlijke belasting.  

### Permanente belasting
Een permanente belasting is gedurende de hele levensduur van een constructie aanwezig en de grootte verandert in de loop van de tijd niet of nauwelijks. De volgende belastingen worden beschouwd als permanente belastingen:
- het eigen gewicht van een constructie: dit is het gewicht van alle samenstellende delen van een dragende constructie. Dit eigen gewicht is onderhevig aan de zwaartekracht en induceert zodoende een belasting op een constructie.
- het eigen gewicht van afwerkingsmaterialen die als permanent aanwezig beschouwd worden, zoals het gewicht van een dekvloer, een niet-dragende gevel, muurpleister, asfaltbestrating op een brugdek.
- belasting door grond: bijvoorbeeld de gronddruk op een kelder of ondergrondse parkeergarage.
- voorspanning in betonnen elementen

### Niet-permanente belasting
Een niet-permanente belasting is niet gedurende de gehele levensduur van een constructie aanwezig, of waarvan de grootte in de loop van de tijd verandert. Niet-permanente belasting wordt ook wel aangeduid als veranderlijke belasting, variabele belasting of mobiele belasting. Onder meer de volgende belastingen worden beschouwd als niet-permanente belastingen:
- nuttige belasting of gebruiksbelasting: dit is de belasting waarvoor de constructie ontworpen wordt. Deze kan velerlei van aard zijn, bijvoorbeeld:
  - het gewicht van personen en meubilair in een gebouw
  - het gewicht van goederen in een opslagplaats
  - de verkeersbelasting op een weg of brug
  - de vloeistofdruk in een reservoir
- al dan niet periodieke (regelmatig terugkerende) trillingsbelastingen, bijvoorbeeld door machines of motoren.
- sneeuwbelasting
- thermische belasting
- windbelasting

Een bijzonder geval van de niet-permanente belastingen vormen de 'toevallige' of 'uitzonderlijke belastingen'. Dit zijn belastingen die alleen in uitzonderlijke omstandigheden voorkomen. Voorbeelden van dergelijke toevallige belastingen zijn aardbevingen, overstromingen, grondverzakkingen, brand, aanrijdingen enz.

## Toepassingen
Een ingenieur zal een constructie dimensioneren op basis van een ontwerpbelasting die is gebaseerd op de aanname dat verschillende belastingen tegelijk aanwezig zijn (worst case scenario). Daarbij wordt veelal ook nog rekening gehouden met een extra veiligheidsfactor. 

## Soorten belastingen

### Lasten
De permanente en niet-permanente belastingen kunnen verschillende vormen aannemen. Belastingen kunnen op verschillende manieren inwerken op een constructie. Soorten belastingen zijn: puntlasten, lijnlasten en vlaklasten:
- Puntlast: een puntlast is een kracht of moment die op een welbepaald punt inwerkt op de constructie. In de praktijk worden  daar alle lasten toe gerekend waarvan de oppervlakte waarop de last inwerkt klein is in verhouding tot de oppervlakte van het constructieonderdeel. Enkele voorbeelden: een kolom op een vloer, een balk op een muur, een geparkeerde auto in een parkeergarage.
- Lijnlast: een lijnlast is een kracht of moment die inwerkt over een zekere lengte van een constructieonderdeel. De grootte van de belasting kan gelijkmatig zijn verdeeld of variëren over de lengte waarop de lijnlast inwerkt. Een voorbeeld van een lijnlast is een wand op een vloer.
- Vlaklast: een vlaklast is een kracht die inwerkt over een zeker oppervlak. Deze last kan gelijkmatig verdeeld zijn, zoals sneeuwbelasting op een dak, of variëren over de lengte en/of breedte van de constructie, zoals de waterdruk op een stuwdam of de gronddruk tegen een keermuur.

### Vormen van belasting

Vijf vormen van mechanische spanning

Daarnaast kan onderscheid worden gemaakt tussen de manier waarop deze belastingen en krachten werken op een lichaam:

#### Krachten
- Trekkracht
- Drukkracht
- Dwarskracht

#### Spanningen
- Compressie
- Rek- of trekspanning
- Buiging of moment
- Schuifspanning
- Torsie- of wringspanning